# Andora (Italië)
Andora is een gemeente in de Italiaanse provincie Savona (regio Ligurië) en telt 7113 inwoners (31-12-2004). De oppervlakte bedraagt 31,6 km², de bevolkingsdichtheid is 217 inwoners per km².
De volgende frazioni maken deel uit van de gemeente: Rollo, Conna, Colla Micheri.

## Demografie
Andora telt ongeveer 3372 huishoudens. Het aantal inwoners steeg in de periode 1991-2001 met 3,1% volgens cijfers uit de tienjaarlijkse volkstellingen van ISTAT.
| Jaar | Inwoneraantal |
| ---- | ------------- |
| 1991 | 6564          |
| 2001 | 6767          |

## Geografie
Andora grenst aan de volgende gemeenten: Alassio, Cervo (IM), Garlenda, Laigueglia, San Bartolomeo al Mare (IM), Stellanello, Villa Faraldi (IM), Villanova d'Albenga, Testico.

## Externe link

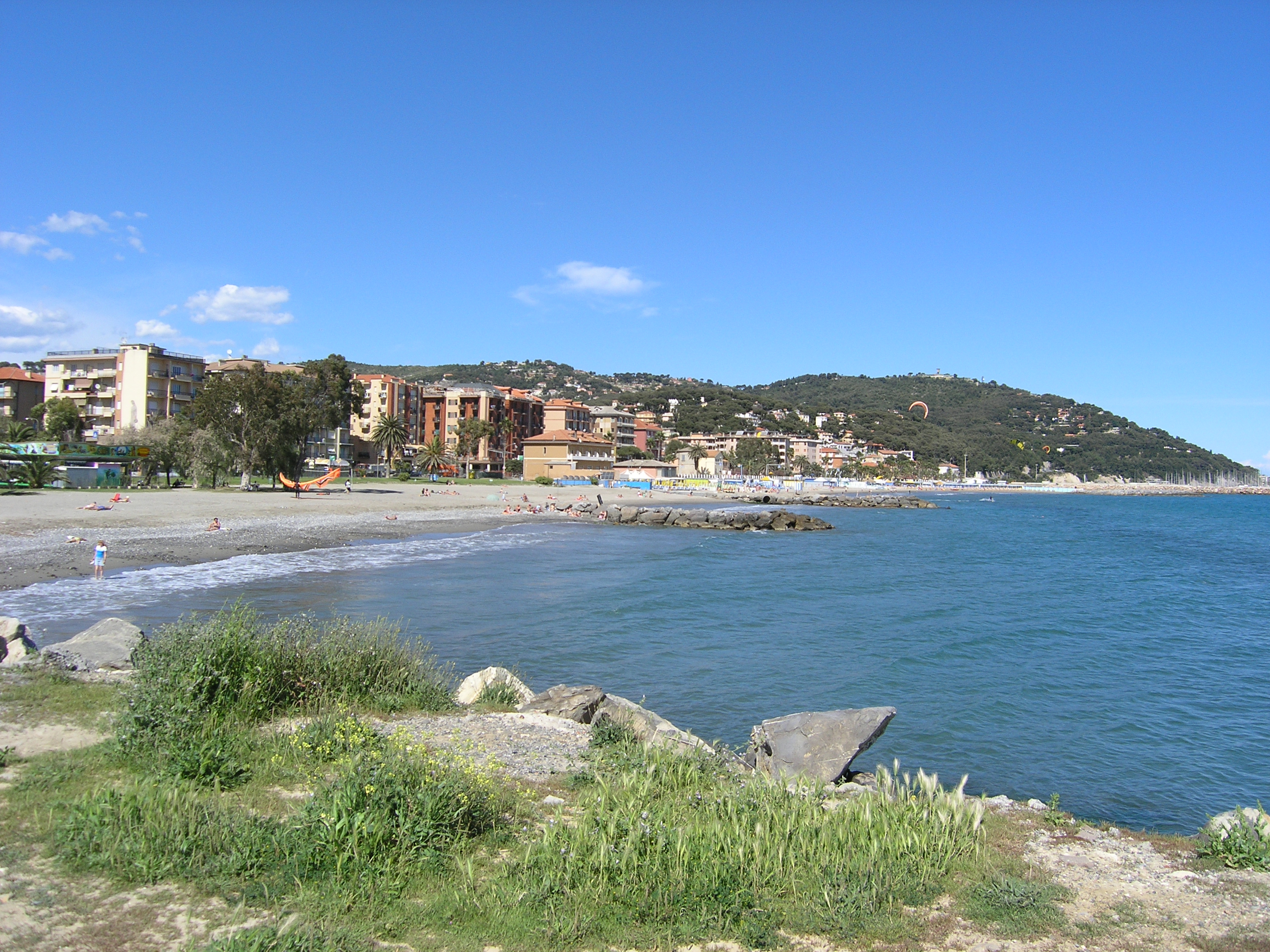
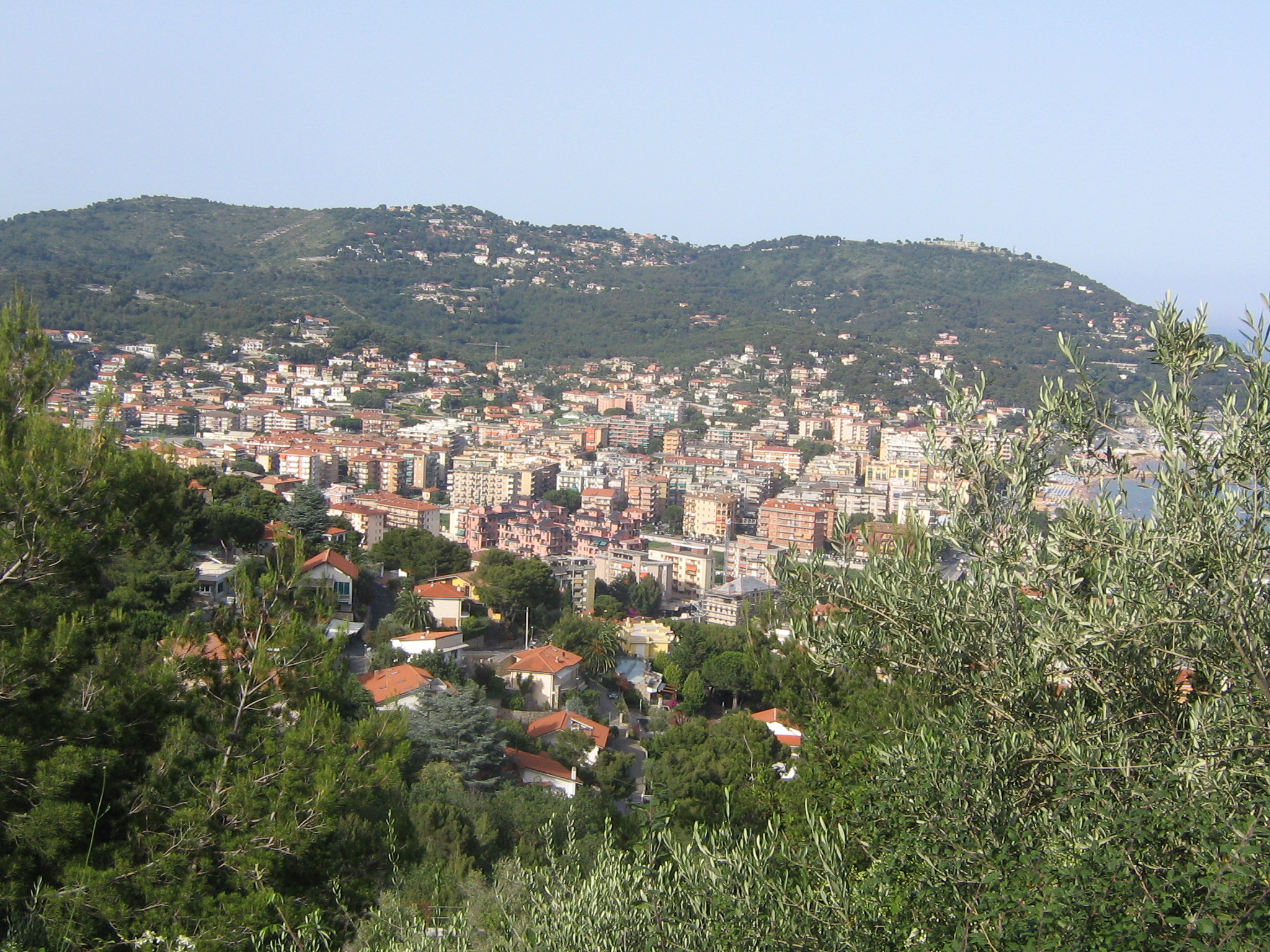
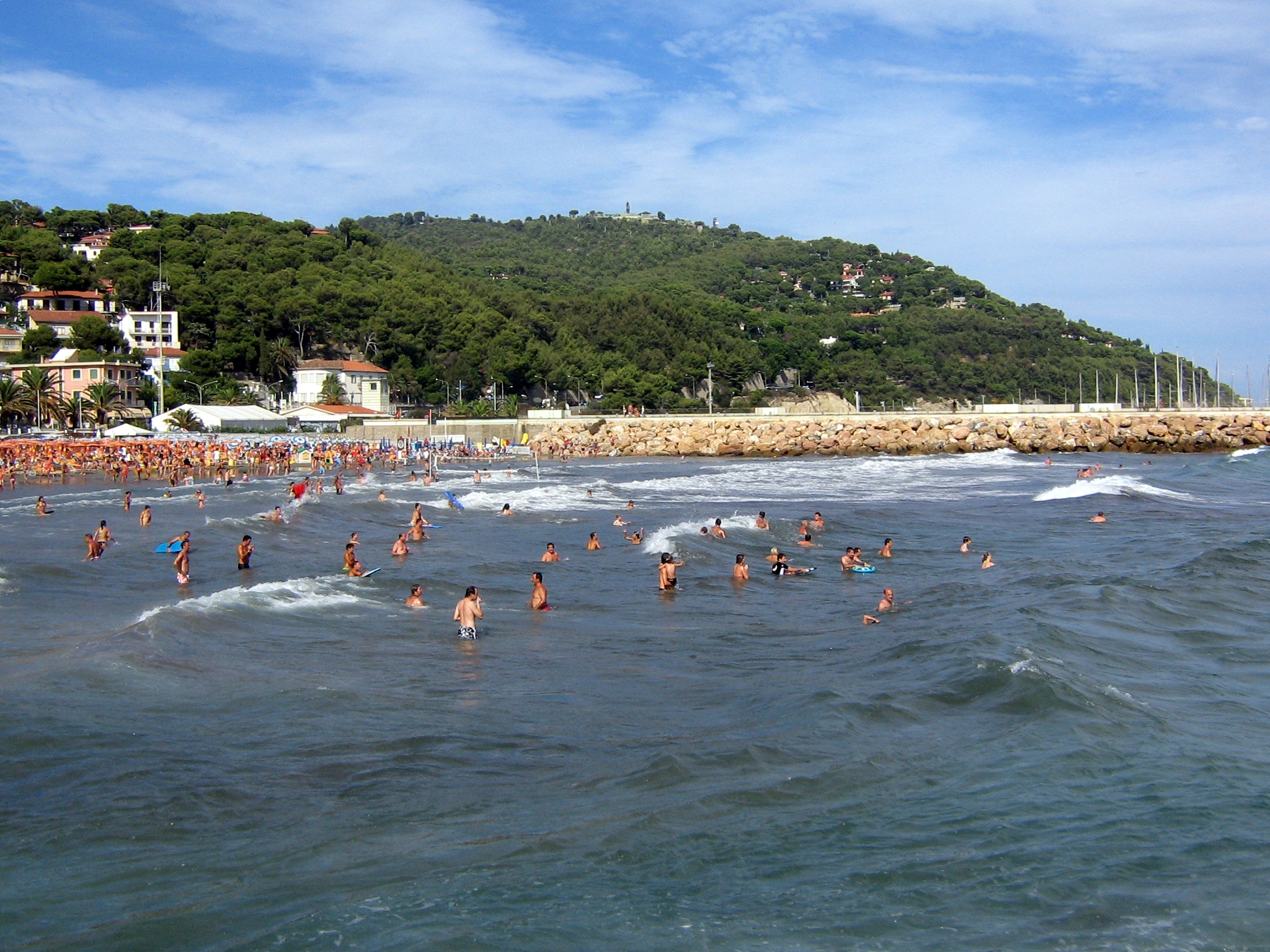
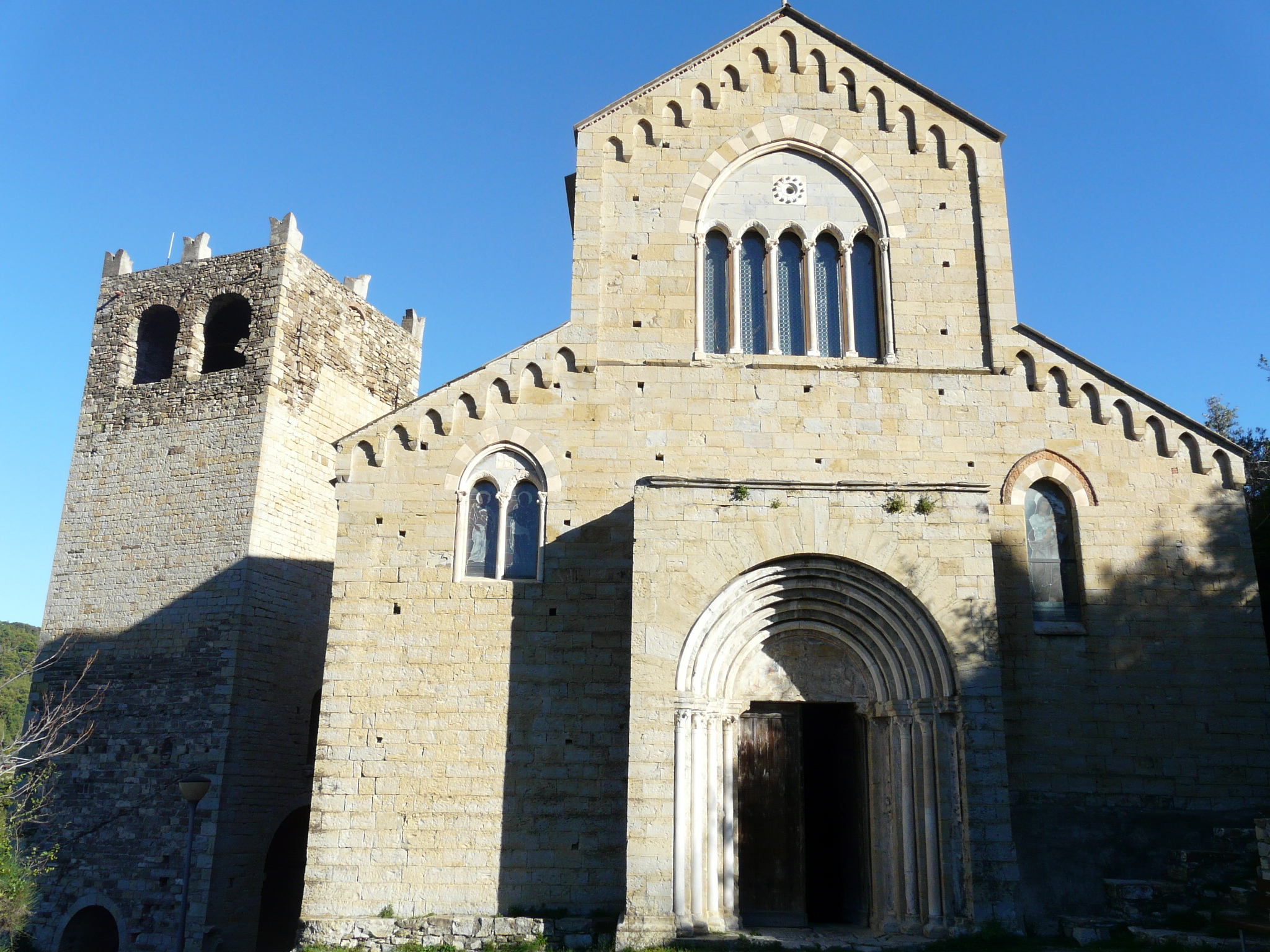
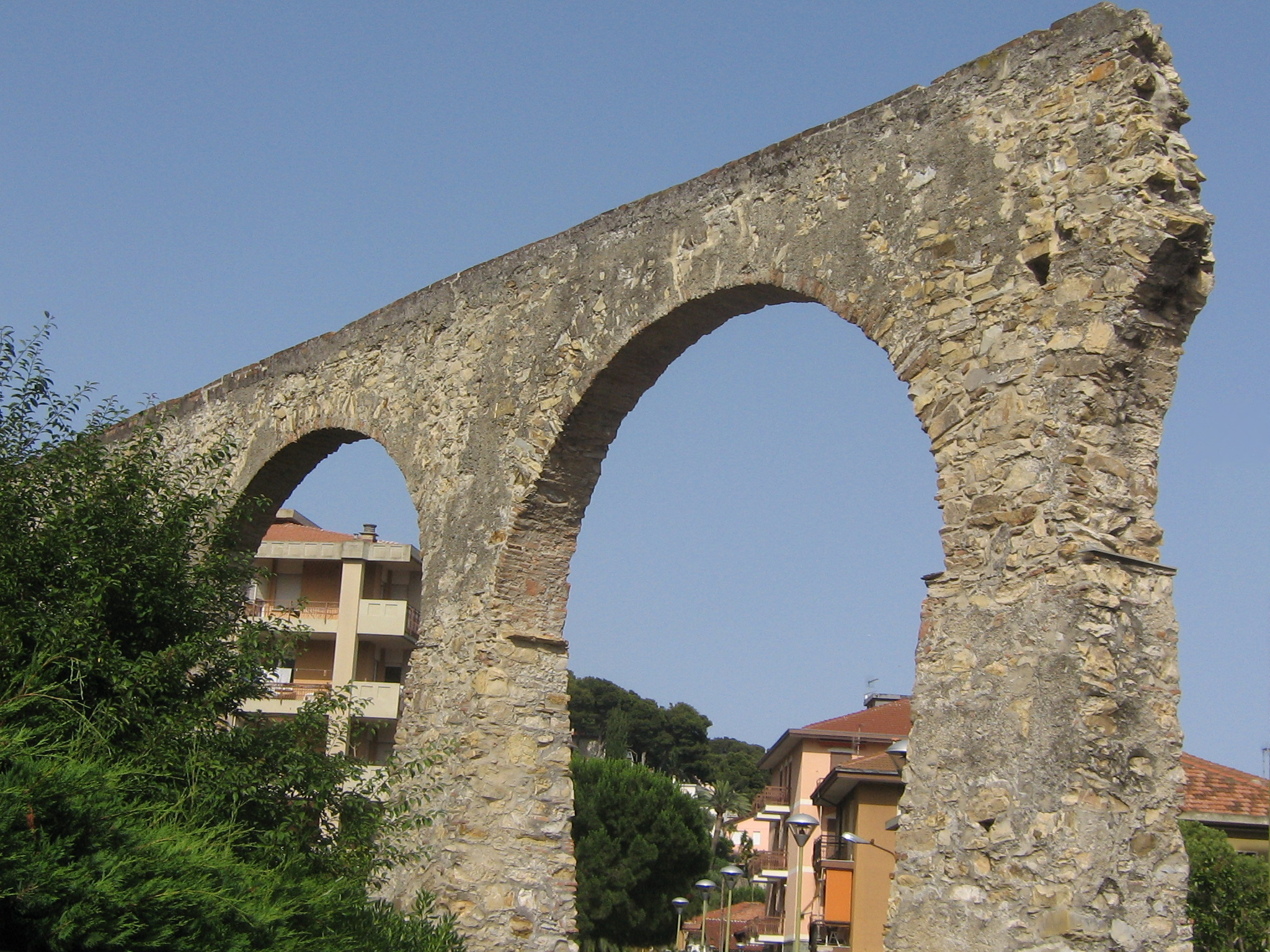
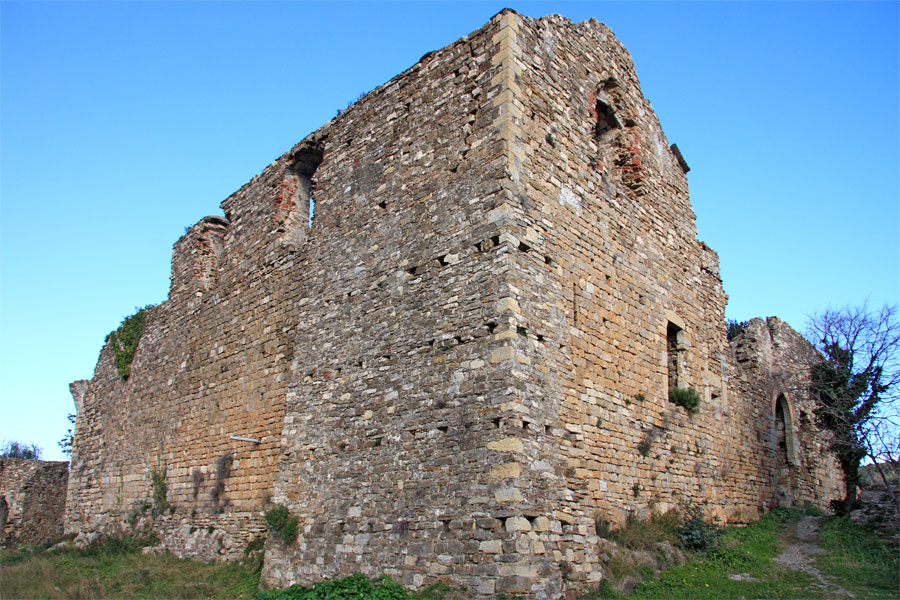
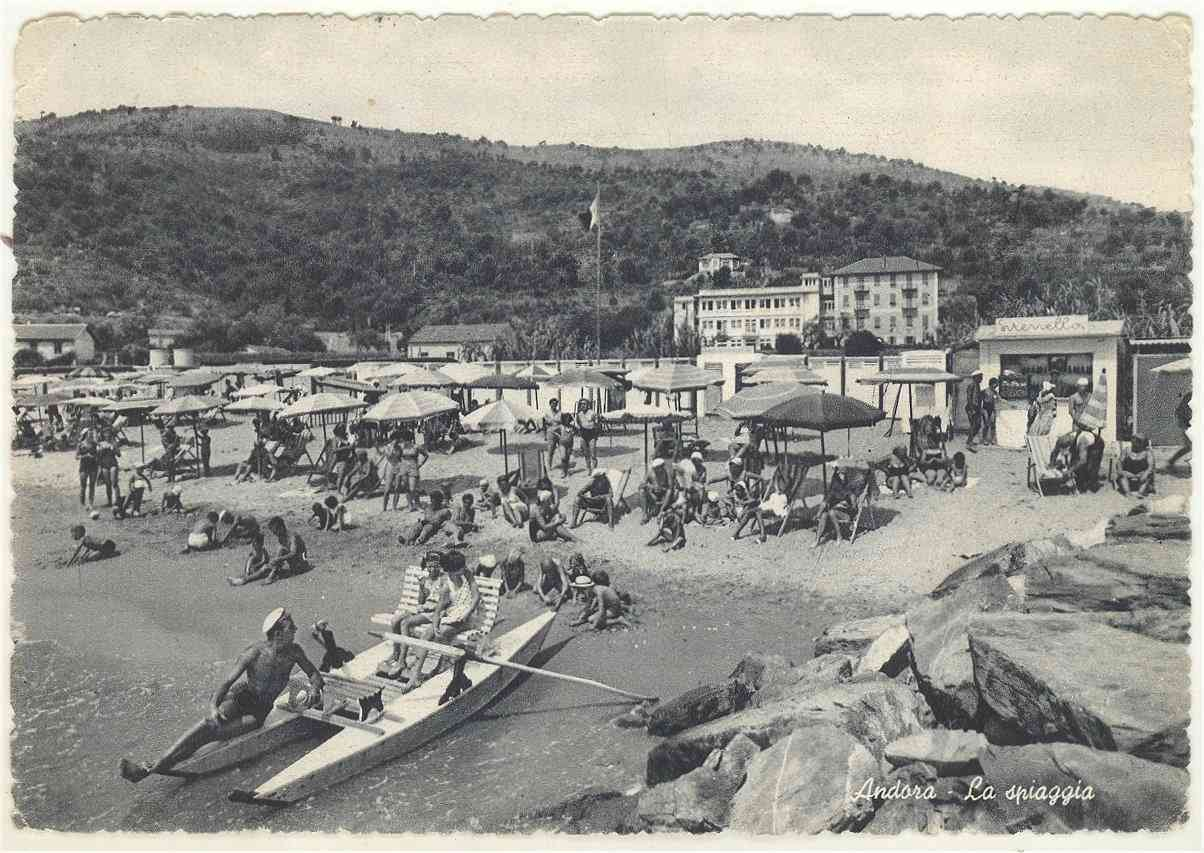
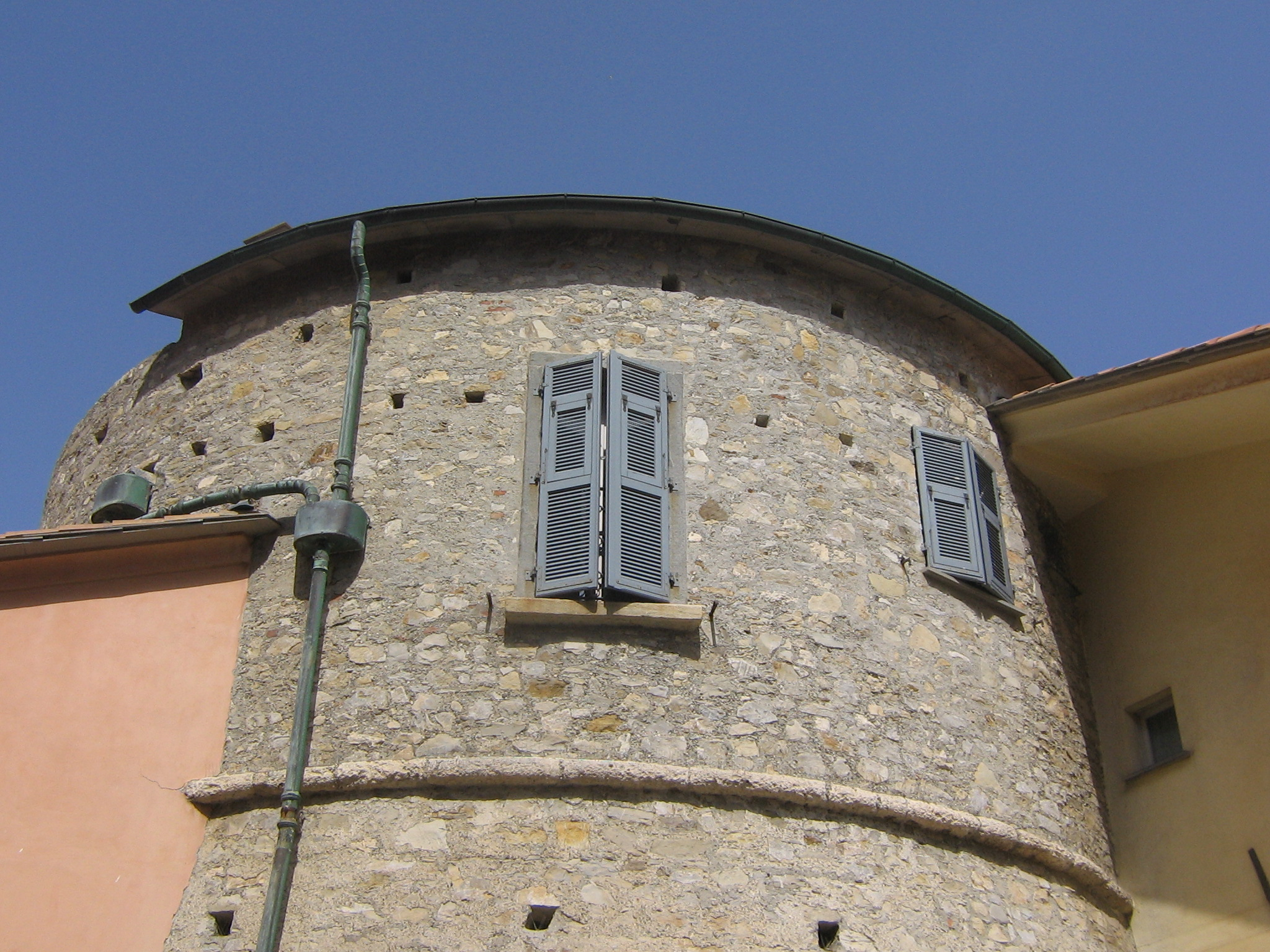
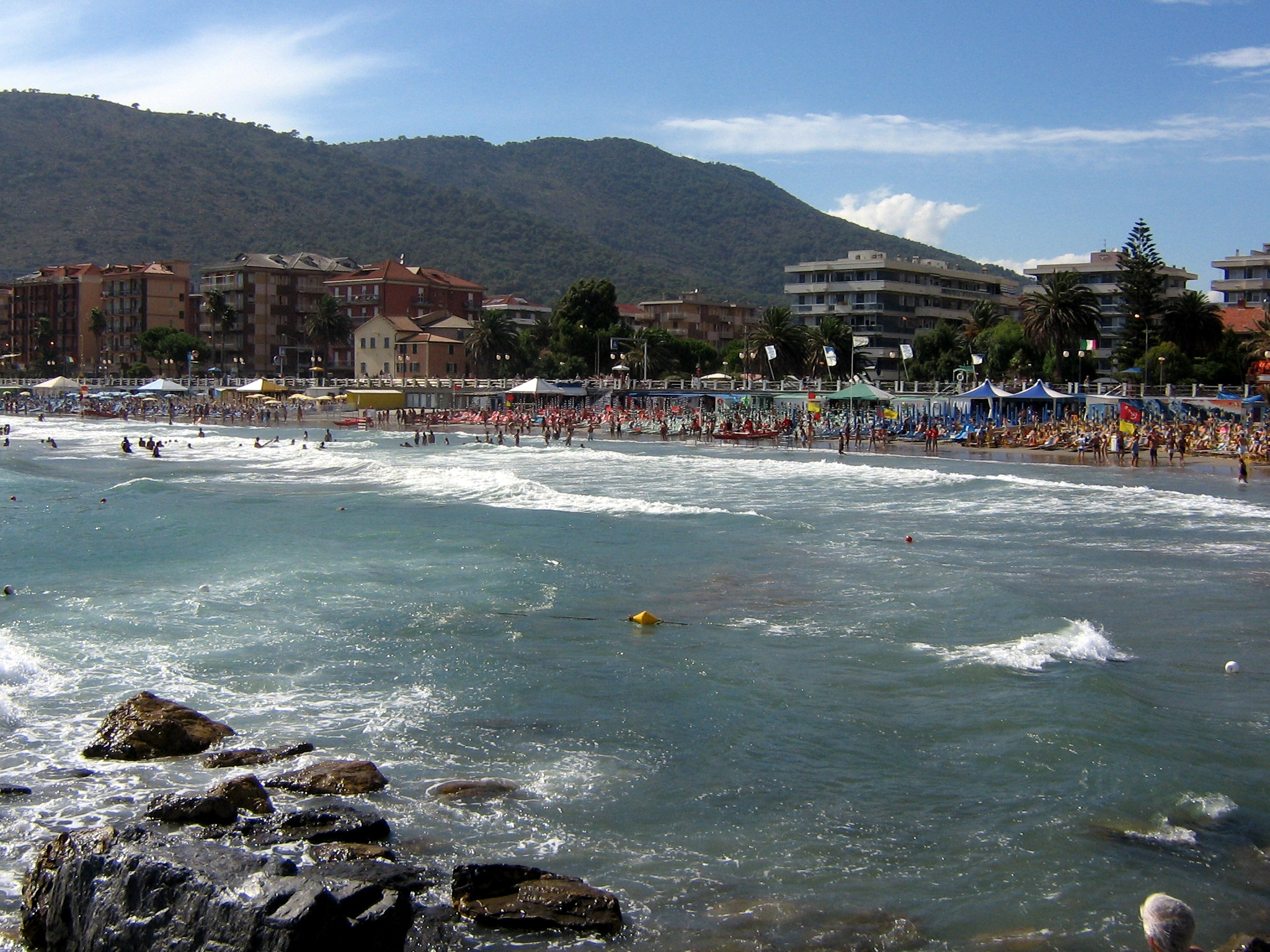
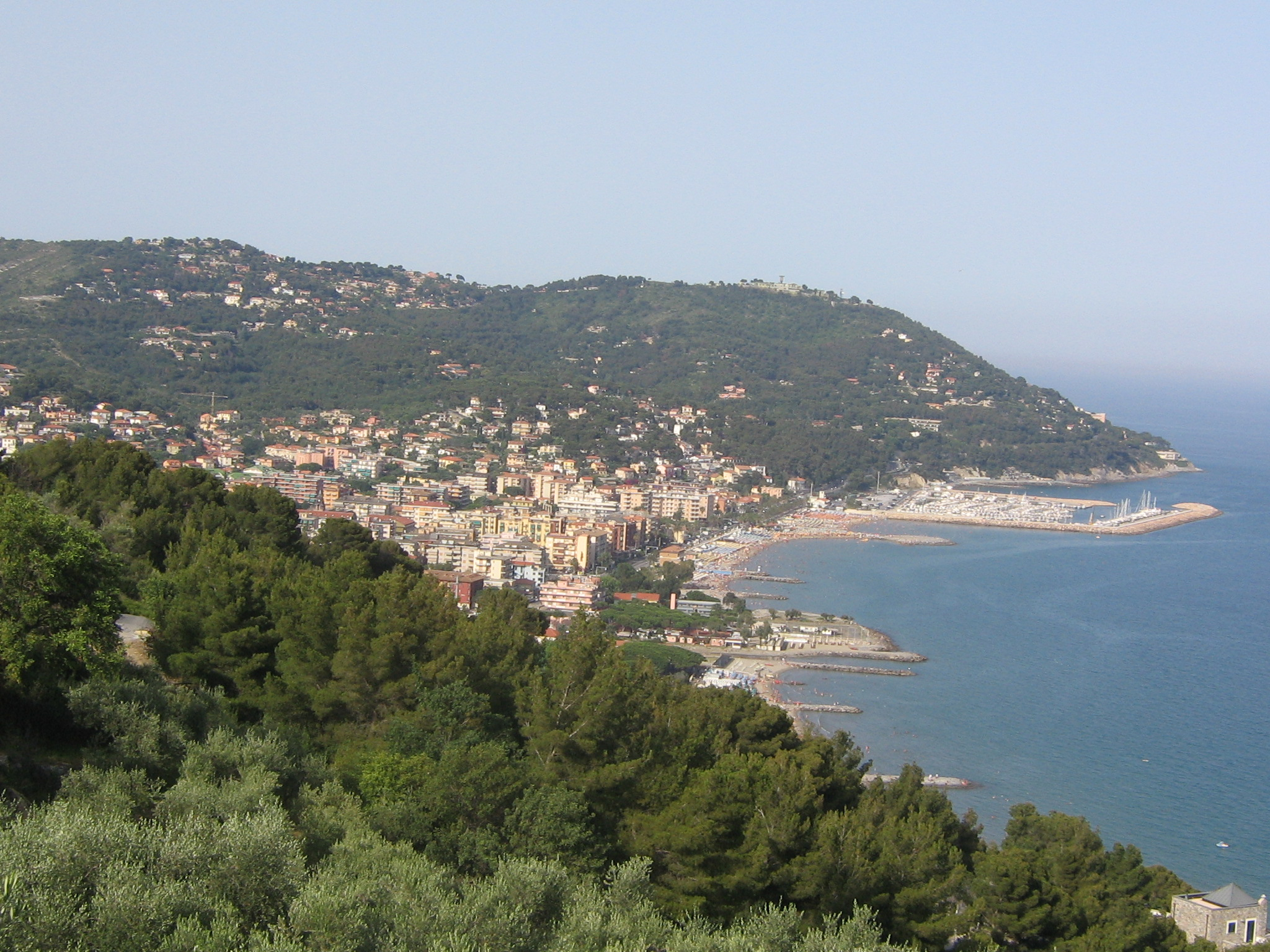
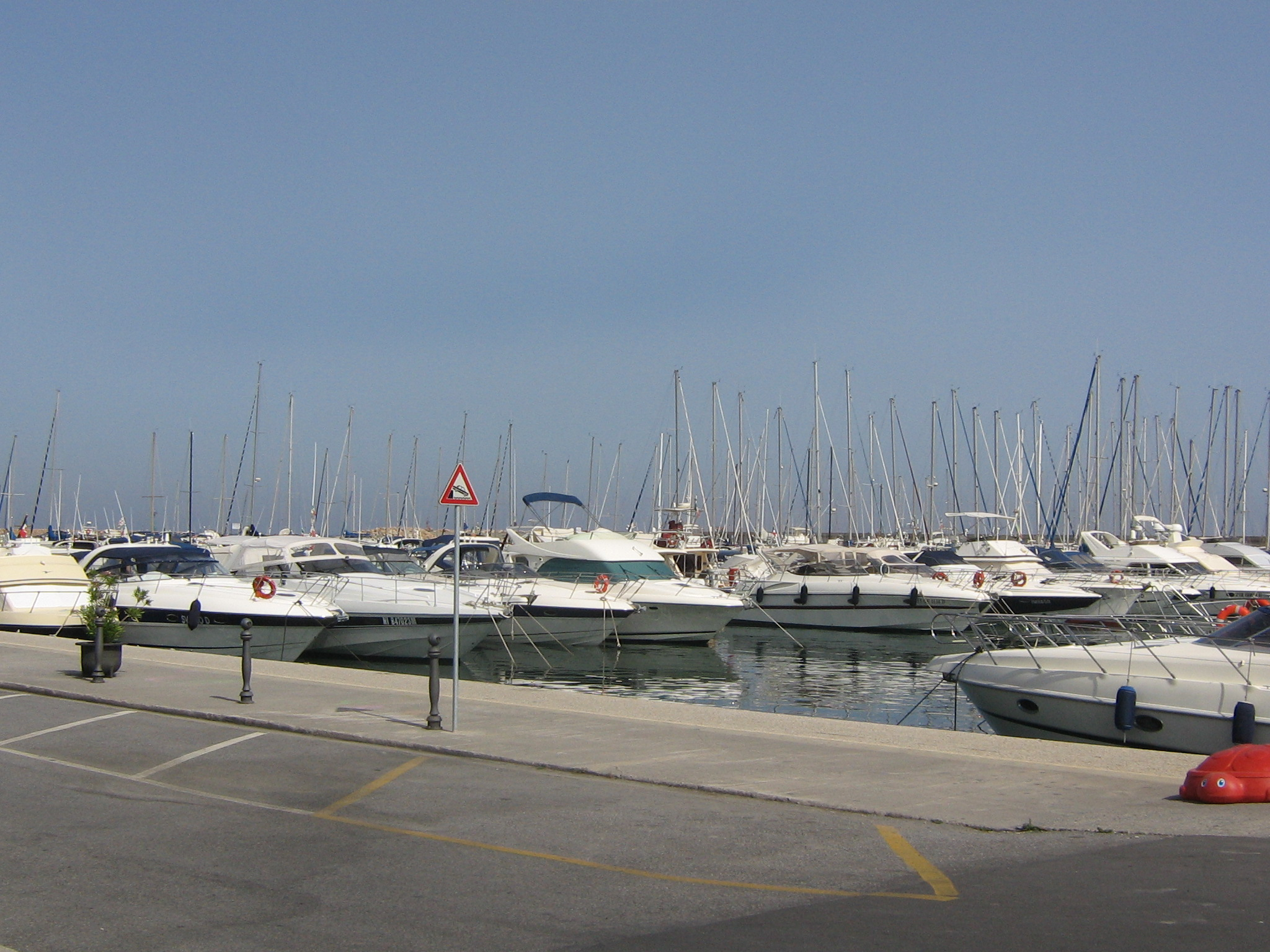